# Йон Эгмундарсон
Йон Эгмундарсон (др.-сканд. Jón Ögmundarson) или Йон Эгмундссон (Jón Ögmundsson; 1052 — 23 апреля 1121, Хоулар, Нордюрланд-Вестра) — исландский епископ и местночтимый святой. В 1106 году он основал диоцез в Хоуларе на севере Исландии и служил там епископом до своей смерти.

## Биография
Усилиями епископа открыта школа в Хоуларе.
Как ревнитель религиозной чистоты Йон поставил себе задачу искоренить все остатки язычества. Это подразумевало и переименование дней недели. Так, «одинсдагр» (óðinsdagr, день Одина) стал «мидвикюдагюр» (miðvikudagur, день середины недели), а дни Тюра (týsdagr) и Тора (þórsdagr) стали прозаичными третьим днём (þriðjudagur) и пятым днём (fimmtudagur) соответственно. Названия дней, введённые Йоном, до сих пор употребляются в Исландии.
Йон Эгмундарсон провозглашён местным святым епископским декретом в альтинге (который выполнял функции синода) в 1200 году. Латинское житие (vita) святого Йона, вероятно, было написано монахом Гуннлаугом Лейфссоном из монастыря в Тингейраре.